# Frauenraub in Marokko (1951)
Frauenraub in Marokko ist eine US-amerikanische Abenteuerkomödie aus dem Jahr 1951 von Willis Goldbeck mit Burt Lancaster, Jody Lawrance und Gilbert Roland in den Hauptrollen. Der Film wurde von Norma Productions produziert und wurde von Columbia Pictures vertrieben.

## Handlung
Die Fremdenlegionäre Sergeant Kincaid, Corporal Delgado und Corporal Molier sind auf der Suche nach dem Aufenthaltsort von Kayeed Hussein und seinen Rifkabylen. Dazu hat sich Kincaid als arabischer Händler verkleidet, seine Untergebenen sollen seine Töchter darstellen. Die drei werden von einer Truppe Rifkabylen unter Leutnant Yassif aufgehalten. Die Berber werden misstrauisch, doch die Fremdenlegionäre können sie überwältigen und Yassif gefangen nehmen.
In Tarfa besteht die Fremdenlegion nur aus einer Notbesatzung unter Lieutenant Kruger, während das 42. Regiment von Major Bertot eine Manöverübung durchführt. Kincaid und seine Männer bringen Yassif nach Tarfa. Kruger verhört den Leutnant erfolglos, bemerkt stattdessen, dass sich Kincaid für seine Freundin Marie DeLatour interessiert. Er erwischt die beiden in ihrer Wohnung. Nachdem er von Kincaid niedergeschlagen wurde, lässt er den Sergeant festnehmen. Delgado und Molier können Kincaid etwas Essen in die Zelle schmuggeln, das dieser mit Yassif teilt, der in der Nebenzelle eingesperrt ist. Aus Dankbarkeit rät Yassif Kincaid, einen Fluchtversuch zu unternehmen, da Hussein das Fort am nächsten Tag angreifen wird.
Kincaid lässt sich zu Kruger bringen und besteht darauf, die Berber mit einer Handvoll Männer fünf Tage lang aufzuhalten, bis das Regiment wieder zurück im Fort ist. Kruger will die wenigen Männer, die ihm zur Verfügung stehen, nicht Kincaid unterstellen. Stattdessen soll der Sergeant eine Gruppe inhaftierter Soldaten anführen, denen dafür die Freiheit versprochen wird. Delgado und Molier melden sich freiwillig und auch die Inhaftierten wollen mitmachen. Zu ihrem Schrecken erkennen sie, dass Kincaid es ernst mit seinem Auftrag meint.
Die Truppe erreicht das Lager des Stammes von Scheich Ben Allal. Kincaid bemerkt, dass einige Krieger die Stammeskleidung der Rifkabylen tragen. Das von ihnen bewachte Zelt ist seiner Meinung nach das Waffenlager der Berber. Als Kincaid mit drei Männern in das Zelt schleichen, finden sie zu ihrem Erstaunen den Harem von Mahla, der Tochter des Scheichs, vor. Mahla bereitet sich auf ihre Hochzeit mit Kayeed Hussein vor, die die beiden Stämme vereinigen soll. Kincaid erkennt, dass der Scheich nicht glücklich über die Hochzeit ist. Eine Absage der Hochzeit könnte den Angriff auf Tarfa verzögern. Daher entführt Kincaid Mahla, deren Fluchtversuche den Tod eines Legionärs verursacht.
Während Kincaid in der Nacht die Pferde aus einem nahen Berberlager stiehlt, wird Mahla von dem lüsternen Jardine bedrängt. Kincaid kehrt rechtzeitig zu ihrer Rettung zurück. Er und seine Männer wurden jedoch von den Kabylen verfolgt, die nun die Freilassung Mahlas verlangen. Bei dem folgenden Angriff wird ein weiterer Legionär getötet Ein aufziehender Sandsturm verhilft den überlebenden Legionären mit Mahla zur Flucht. Mahla erpresst Jardine, ihr bei der nächsten Oase zur Flucht zu verhelfen. Als die Legionäre ein mit Geld beladenes Wagenwrack entdecken, warnt der von Mahla bestochene Jardine, dass das Geld zurückzuverfolgen ist. Um Mahla vor weiteren Belästigungen zu schützen, bindet Kincaid die Frau beim Nachtlager an sich fest. Entsetzt erkennt sie, dass Jardine Kincaid ermorden will und warnt den Sergeant. Jardine ergreift mit dem Geld die Flucht, wird dabei aber von Delgado erschossen, der dadurch die Kabylen auf die Spur der Flüchtigen bringt.
Während die Legionäre zu Fuß weitergehen, führen Kincaid und Mahla die Berberpferde zur nächsten Stadt. Die beiden werden jedoch vor der Stadt von den Kabylen festgenommen. Mahla verbietet Kayeed Hussein, Kincaid für Informationen über die Rückkehr des Regiments zu foltern. Sie verlangt, dass er den Sergeant freilässt, ansonsten werde sie ihn nicht heiraten. Hussein willigt ein und lässt die Hochzeit vorbereiten. Kincaids Männer erreichen, als Araber verkleidet, das Lager und verursachen während der Hochzeitszeremonie einen Aufruhr. Zwischen Kincaid und Hussein kommt es zu einem Kampf um Mahla, doch Ben Allals Stamm wendet sich gegen die Kabylen. Bei dem Kampf wird Hussein getötet und die Kabylen letztendlich in die Flucht geschlagen. In Tarfa werden Kincaid und seine Männer von Major Bartot und dem grollenden Kruger ausgezeichnet. Mahla und Ben Allal beobachten dies mit Wohlwollen.

## Produktion

### Hintergrund
Gedreht wurde der Film vom 27. März bis zum 19. Mai 1951 auf der Iverson Movie Ranch in Chatsworth, in Palm Springs, in Yuma und im Bronson Canyon.
Norma Productions wurde 1948 von Burt Lancaster und Harold Hecht gegründet. Hecht firmierte als Präsident der Gesellschaft.
Wegen Differenzen mit Lancaster und Hecht bat Regisseur Goldbeck nach drei Wochen um Ablösung. Der Film wurde von Robert Parrish komplettiert. Die Directors Guild of America vergab dem Credit jedoch nur an Goldbeck.

### Stab
Carl Anderson oblag die künstlerische Leitung. Louis Diage war für das Szenenbild zuständig, Jean Louis für die Kostüme. Earl Bellamy arbeitete als Regieassistent, Robert Aldrich als Produktionsassistent. Musikalischer Direktor war Morris Stoloff.

### Besetzung
In kleinen nicht im Abspann erwähnten Nebenrollen traten Nick Cravat, Gregory Gaye, George Khoury und Philip Van Zandt auf.
Für Robert Clary war es das Filmdebüt.

## Synchronisation
| Rolle             | Schauspieler      | Deutscher Synchronsprecher |
| ----------------- | ----------------- | -------------------------- |
| Sgt. Mike Kincaid | Burt Lancaster    | Curt Ackermann             |
| Cpl. Delgado      | Gilbert Roland    | Bum Krüger                 |
| Cpl. Molier       | Kieron Moore      | Paul Klinger               |
| Londas            | George Tobias     | Wilfried Seyferth          |
| Jardine           | John Dehner       | Wolf Ackva                 |
| Mouse             | Nick Dennis       | Anton Reimer               |
| Roshko            | Mike Mazurki      | Klaus W. Krause            |
| Kayeed Hussein    | Gerald Mohr       | Ernst Fritz Fürbringer     |
| Lustig            | Ian MacDonald     | Wolfgang Eichberger        |
| Yussif            | Donald Randolph   | Harald Wolff               |
| Mossul            | Robert Clary      | Hans Clarin                |
| Browning          | Michael Pate      | Arnold Marquis             |
| Lt. Kruger        | Stephen Bekassy   | Heinz Engelmann            |
| Scheich Ben Allal | Raymond Greenleaf | Walter Holten              |
| Major Berthot     | Gregory Gaye      | Harald Wolff               |
| Administrator     | Henri Letondal    | Hans Hinrich               |

Anmerkung: Die kursiv geschriebenen Namen sind Rollen und Darsteller, die nicht im Abspann erwähnt wurden.

## Veröffentlichung
Die Premiere des Films fand am 26. Oktober 1951 in New York statt. In der Bundesrepublik Deutschland kam er am 3. Oktober 1952 in die Kinos, in Österreich im Januar 1954.

## Kritiken
Der Filmkritiken-Aggregator Rotten Tomatoes hat in einer Auswertung ein Publikumsergebnis von 30 Prozent positiver Bewertungen ermittelt.
Das Lexikon des internationalen Films schrieb: „Ironischer Abenteuer-Spaß auf mittlerem Niveau.“
Bosley Crowther von der The New York Times befand, dass die Autoren und die Darsteller des geräuschvollen Films noch nie davon gehört haben, dass Fremdenlegionäre ihre Aufgaben mit ernsten Gesichtern zu erledigen haben. Angesichts der heiteren Unbekümmertheit scheine es den Machern egal gewesen zu sein. Das Ergebnis sei ein aktionsreicher Klamauk.
Der Kritiker des TV Guide wertete den Film als schamlose Selbstparodie. Er baue zu einem guten Stück auf Slapstick und habe in einem erstaunlich gut gemachten Sandsturm seinen Höhepunkt.